# Idaea montaria
Idaea montaria là một loài bướm đêm trong họ Geometridae.